# Antonin Rouzier
Antonin Rouzier (Saint-Martin-d'Hères, 18 agosto 1986) è un pallavolista francese.
Gioca nel ruolo di opposto nei Toray Arrows Shizuoka.

## Carriera
La carriera di Antonin Rouzier inizia nel 1999 nelle giovanili del Union Sportive Saint-Égrève, per poi passare nel 2001 sempre alla squadra giovanile del Pôle Espoir Lyon Volley-Ball ed infine nel 2002 nella squadra del progetto federale del Centre National de Volley-Ball.
La carriera da professionista inizia nella stagione 2004-05 quando viene ingaggiato dalla Spacer's Toulouse Volley, nella Pro A, mentre nella stagione successiva passa al Beauvais Oise Université Club: nel 2006 ottiene la prima convocazioni nella nazionali francese.
Nell'annata 2006-07 gioca per l'Asnières Volley 92 ed in quella seguente per il Montpellier Agglomération Volley Université Club, fino alla stagione 2008-09 quando si trasferisce al Volleyteam Roeselare, club militante nella massima lega belga; con la nazionale vince la medaglia d'argento al campionato europeo 2009.
Per il campionato 2009-10 torna in Francia, vestendo la maglia dello Stade Poitevin, dove resta per due annate, vincendo uno scudetto nell'edizione 2010-11; nella stagione 2011-12 lascia nuovamente il suo paese d'origine per giocare in Polonia, con il ZAKSA Kędzierzyn-Koźle, in cui milita per due campionati aggiudicandosi la Coppa di Polonia 2012-13.
Nella stagione 2013-14 arriva in Italia, ingaggiato dal Piemonte Volley di Cuneo, in Serie A1, mentre nella stagione successiva è in Turchia con il T.C. Ziraat Bankası Spor Kulübü; nel 2015 con la nazionale francese vince la medaglia d'oro alla World League e al campionato europeo, aggiudicandosi il premio come MVP.
Nella stagione 2015-16 è nella stessa divisione vestendo la maglia dell'Arkas; con la nazionale si aggiudica il bronzo alla World League. Per il campionato successivo è ancora in Turchia con l'İstanbul BB.
Nella stagione 2017-18 si accasa all'Enisej, militante nella Superliga russa, mentre in quella 2018-19 si trasferisce in Giappone ai Toray Arrows.

## Palmarès

### Club
- Campionato francese: 1

2010-11
- Coppa di Polonia: 1

2012-13

### Nazionale (competizioni minori)
- Memorial Hubert Wagner 2015

### Premi individuali
- 2011 - Ligue A: Miglior opposto
- 2013 - Champions League: Miglior attaccante
- 2015 - Campionato europeo: MVP
- 2016 - Voleybol 1. Ligi: Miglior opposto
- 2016 - World League: Miglior schiacciatore